# Leah Poulos
Leah Jean Poulos-Mueller (ur. 5 października 1951 w Berwyn) – amerykańska łyżwiarka szybka, trzykrotna medalistka olimpijska i wielokrotna medalistka mistrzostw świata.

## Kariera
Specjalizowała się w dystansach sprinterskich. Pierwszy sukces w karierze osiągnęła w 1974 roku, kiedy zwyciężyła podczas wielobojowych mistrzostw świata w Innsbrucku. W zawodach tych wyprzedziła bezpośrednio Atje Keulen-Deelstrę z Holandii i Monikę Pflug z RFN. Dwa lata później wzięła udział w igrzyskach olimpijskich w Innsbrucku, zdobywając srebrny medal w biegu na 1000 m. Przegrała tam z Tatjaną Awieriną z ZSRR, a trzecie miejsce zajęła inna Amerykanka, Sheila Young. Na tych samych igrzyskach była szósta w biegu na 1500 m oraz czwarta w biegu na 500 m, gdzie walkę o medal przegrała z Awieriną. Srebrny medal zdobyła także na wielobojowych mistrzostwach świata w Berlinie, ulegając Sheili Young. Wynik ten Poulos powtórzyła na mistrzostwach świata w Alkmaar w 1977 roku oraz rozgrywanych trzy lata później mistrzostwach świata w West Allis. W 1980 roku wystąpiła także na igrzyskach w Lake Placid, zdobywając srebrne medale w biegach na 500 i 1000 m. Na krótszym dystansie pokonała ją Karin Enke z NRD, a na dłuższym lepsza była Natalja Pietrusiowa z ZSRR. Poulos brała również udział w igrzyskach olimpijskich w Sapporo w 1972 roku, zajmując 24. miejsce w biegu na 1500 m i 17. miejsce na dystansie 3000 m.
Od września 1977 roku była żoną amerykańskiego łyżwiarza i szkoleniowca Petera Muellera.

### Mistrzostwa świata
- Mistrzostwa świata w wieloboju sprinterskim
  - złoto – 1974, 1979
  - srebro – 1976, 1977, 1980